# Loïck Landre
Loïck Landre, né le 5 mai 1992 à Aubervilliers, est un footballeur français qui joue au poste de défenseur au Valenciennes FC .

## Biographie

### En club

#### Paris Saint-Germain (saison 2010-2011)
Formé au Paris Saint-Germain, Loïck Landre ne parvient pas à s'y imposer ne disputant qu'un seul match sous ses couleurs formatrices face à Nancy (2-2) lors de la saison 2010-2011.

### Clermont Foot (2011-2012)
Conscient de son potentiel, les dirigeants parisiens le prêtent dans la saison suivante à Clermont Foot, en Ligue 2 où il ne prend part qu'à douze rencontres. 

### GFC Ajaccio (2012-2013)
Il est à nouveau prêté la saison suivante au GFC Ajaccio, tout juste promu en Ligue 2. Avec le club corse, le latéral droit joue 24 rencontres pour 3 buts mais ne parvient pas à sauver un club dont l'effectif est trop juste pour se maintenir.

### Racing club de Lens (2013-2017)

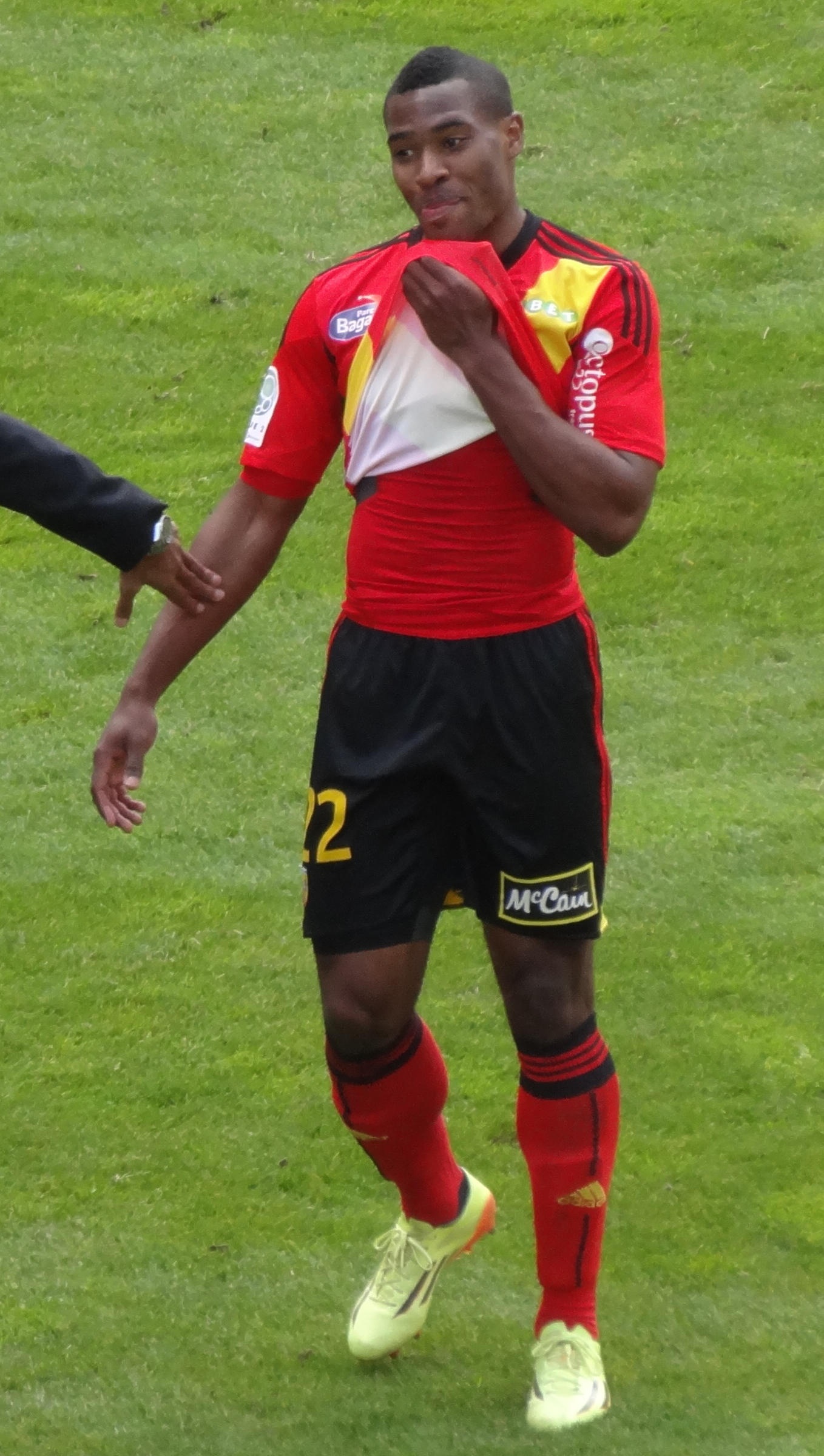
Loïck Landre avec le RC Lens en mai 2014.

En juillet 2013, à un an de la fin de son contrat qui le lie avec le Paris SG, le joueur s'engage pour trois ans en faveur du Racing Club de Lens. Si ses débuts sur le côté droit ne seront pas satisfaisants et qui lui vaudront d'être écarté de l'effectif pro, son repositionnement dans l'axe pour suppléer les absences et suspensions d'Alaeddine Yahia et d'Ahmed Kantari lui permettront de prouver qu'il est très solide à son poste de prédilection. Il ne quittera plus l'axe Sang & Or à partir du début de la phase retour. Face à Nesle, en Coupe de France, Landre inscrit son premier but sous ses nouvelles couleurs d'une frappe enroulée du gauche (1-4). Son seul but d'une saison qui verra le RC Lens monter en Ligue 1. Au total, Loïck Landre prendra part à 34 rencontres pour un seul but inscrit.
Le RC Lens interdit de recrutement malgré une montée en Ligue 1, Loïck Landre se voit confier les clés de la défense centrale lensoise aux côtés d'Ahmed Kantari, Alaeddine Yahia étant en phase de reprise. Landre et les siens entament leur parcours par deux défaites à Nantes 1-0 puis contre Guingamp 0-1 mais le défenseur central se montre à son avantage. Face à Lyon, le RC Lens l'emporte 0-1 à la surprise générale avant de s'imposer 4-2 à domicile (Lens jouant au stade de la Licorne d'Amiens toute la saison) et Landre se montre une nouvelle fois très solide. Véritable taulier de la défense lensoise, Landre est le seul joueur avec le vice-capitaine, Ludovic Baal, à avoir pris part à l'intégralité des treize premières journées de la saison. Malheureusement, lors de la journée suivante à Lorient sa série s'arrête puisqu'il est expulsé dès le premier quart d'heure et regarde les siens perdre contre le dernier pour devenir la nouvelle lanterne rouge (0-1). Conséquence directe de cette expulsion, Loïck Landre est suspendu sept matchs alors que son club n'est toujours pas en mesure de recruter, il ne sera pas de retour sur les terrains avant fin janvier. Le 17 janvier 2015, alors qu'il doit faire son retour sur les terrains de Ligue 1 face à Lyon le leader, pour le compte de la 21e journée, Loïck Landre se blesse au mollet lors de l'échauffement et doit repousser sa reprise. Il effectue donc son retour dans le onze du RC Lens lors du déplacement à Caen mais ne peut empêcher la défaite des siens 4-1. Lors de la saison 2015-2016 , il joue 25 matches en championnat. Sous l'ère de Alain Casanova lors de la saison 2016-2017 en Ligue 2 il participe à une seule rencontre, le joueur veut partir à la fin de son contrat.

### Genoa (2017-2018)
Le 17 janvier, il est transféré au Genoa CFC, club italien évoluant en Serie A, club qui le prête ensuite à Pise deux jours plus tard.

### Nîmes Olympique (depuis 2018)
Le 28 juin 2018 il est transféré à Nîmes. Le 14 novembre 2018, il écope de trois matchs de suspension après avoir été expulsé contre Nice. Le 5 décembre 2018, Il inscrit son premier but lors de la 16e journée en marquant le but de la victoire face à Caen dans les toutes dernières minutes (2-1).

### En sélection
Le 5 septembre 2013, lors de sa première sélection en Espoirs, Loïck Landre, entré à la mi-temps, inscrit son premier but face au Kazakhstan (5-0). Titularisé en défense centrale contre l'Arménie espoirs pour sa deuxième sélection, le défenseur lensois récidive en inscrivant le deuxième but des siens sur un corner de Florian Thauvin avant de lui rendre pareille sur le quatrième (6-0). Contre la Biélorussie sa série de buts prend fin malgré la victoire 1-0, avant de connaître le nul 1-1 contre les Pays-Bas. Pour le dernier match de Willy Sagnol à la tête des Espoirs, Landre et ses coéquipiers battent Singapour sur le score de 6-0.
Après ses bonnes prestations lensoises et malgré un changement de sélectionneur, Landre est de nouveau appelé au début de la saison 2013-2014.

## Statistiques
| Saison                | Club                   | Championnat           | Championnat | Championnat | Coupe nationale | Coupe nationale | Coupe de la Ligue | Coupe de la Ligue | Supercoupe | Supercoupe | Compétition(s) continentale(s) | Compétition(s) continentale(s) | Compétition(s) continentale(s) | Total | Total |
| Saison                | Club                   | Division              | M.          | B.          | M.              | B.              | M.                | B.                | M.         | B.         | Comp.                          | M.                             | B.                             | M.    | B.    |
| 2010-2011             | Paris Saint-Germain    | Ligue 1               | 1           | 0           | -               | -               | -                 | -                 | -          | -          | -                              | -                              | -                              | 1     | 0     |
| Sous-total            | Sous-total             | Sous-total            | 1           | 0           | -               | -               | -                 | -                 | -          | -          | -                              | -                              | -                              | 1     | 0     |
| 2011-2012             | Clermont Foot (prêt)   | Ligue 2               | 12          | 0           | -               | -               | -                 | -                 | -          | -          | -                              | -                              | -                              | 12    | 0     |
| Sous-total            | Sous-total             | Sous-total            | 12          | 0           | -               | -               | -                 | -                 | -          | -          | -                              | -                              | -                              | 12    | 0     |
| 2012-2013             | Gazélec Ajaccio (prêt) | Ligue 2               | 24          | 3           | -               | -               | -                 | -                 | -          | -          | -                              | -                              | -                              | 24    | 3     |
| Sous-total            | Sous-total             | Sous-total            | 24          | 3           | -               | -               | -                 | -                 | -          | -          | -                              | -                              | -                              | 24    | 3     |
| 2013-2014             | RC Lens                | Ligue 2               | 27          | 0           | 5               | 1               | 2                 | 0                 | -          | -          | -                              | -                              | -                              | 34    | 1     |
| 2014-2015             | RC Lens                | Ligue 1               | 26          | 0           | -               | -               | -                 | -                 | -          | -          | -                              | -                              | -                              | 26    | 0     |
| 2015-2016             | RC Lens                | Ligue 2               | 25          | 0           | 1               | 0               | 1                 | 0                 | -          | -          | -                              | -                              | -                              | 27    | 0     |
| 2016-2017             | RC Lens                | Ligue 2               | 1           | 0           | -               | -               | -                 | -                 | -          | -          | -                              | -                              | -                              | 1     | 0     |
| Sous-total            | Sous-total             | Sous-total            | 79          | 0           | 6               | 1               | 3                 | 0                 | -          | -          | -                              | -                              | -                              | 88    | 1     |
| 2016-2017             | Genoa CFC              | Serie A               | -           | -           | -               | -               | -                 | -                 | -          | -          | -                              | -                              | -                              | 0     | 0     |
| 2016-2017             | AC Pise (prêt)         | Serie B               | 5           | 0           | -               | -               | -                 | -                 | -          | -          | -                              | -                              | -                              | 5     | 0     |
| 2017-2018             | Genoa CFC              | Serie A               | -           | -           | -               | -               | -                 | -                 | -          | -          | -                              | -                              | -                              | 0     | 0     |
| Sous-total            | Sous-total             | Sous-total            | 5           | 0           | -               | -               | -                 | -                 | -          | -          | -                              | -                              | -                              | 5     | 0     |
| 2018-2019             | Nîmes Olympique        | Ligue 1               | 12          | 1           | -               | -               | -                 | -                 | -          | -          | -                              | -                              | -                              | 12    | 1     |
| Sous-total            | Sous-total             | Sous-total            | 12          | 1           | -               | -               | -                 | -                 | -          | -          | -                              | -                              | -                              | 12    | 1     |
| Total sur la carrière | Total sur la carrière  | Total sur la carrière | 133         | 4           | 6               | 1               | 3                 | 0                 | -          | -          | -                              | -                              | -                              | 142   | 5     |